# Сарбу
Сарбу (рум: Sârbu [/сɨрбу/]; такође Сарбул-Sârbul, Сирбу-Sîrbu и Сарбу-Sărbu) је презиме на румунском језику, које се користи у Румунији и Молдавији, као и на целом Балкану. У значењу „Србин“, једно је од најчешћих презимена која означавају етничко порекло.

## Историја
Према фолклористи Периклу Папахаги, веома рано је присутан међу Цинцарима, што сведочи о њиховим директним контактима са белим Србима. „Необично популаран међу Дако-Румунима“, први пут се појављује међу бојарством Молдавије из 1430-их, по чему се „Бодеа Сарбул“ разликује од другог Бодеа, названог Rumârul [sic], "Румун". Филолог Јоан Билећи-Албеску тврди да „Сарбу“ и друга сродна презимена указују на добровољну румунизацију, или „стапање у румунску масу“, од стране румунских Срба. Концептуално је повезано са именом „Rațiu“, која је много распрострањенија у Трансилванији и потиче од речи rác на мађарском језику („Рашани“).
Као и бројна сродна презимена и имена места, „Сарбу“ није успео да направи разлику између Срба и других Јужних Словена, јер се подједнако користио за Србе и Бугаре, и достигао врхунац у употреби пошто су се обе заједнице мигрирале у Молдавију и Влашку током руско-турских ратова ( 1711–1878). Надовезујући се на запажања научника као што су Валентин Мошков и Иван Грец, историчар Иван Думиника тврди да су локалне бирократе намерно погрешно означиле Бугаре као „Србе“, као људе из Отоманског царства, Влашка и Молдавија ризиковале су да буду кажњене за свој допринос турском егзодусу. Бугарски румунски лингвиста Иоргу Иордан сугерише да су се Бугари добровољно погрешно означили као „Срби“ да би добили фискалне привилегије које је Влашка гарантовала само Србима. Иордан напомиње да су, пре него што су били „Срби“, припадници ове заједнице првенствено били познати као Шкеи, од латинског Склавени, што је био податак о њиховом инфериорном друштвеном статусу.
Године 1994, база података Универзитета у Крајови је бројала 33.958 грађана Румуније са презименом „Сарбу“, знатно испред неких изведеница, укључујући „Сарбулеску“ (467) и „Сарбеску“ (401). „Сарбу“ је имао извесну потврду употребе као име, у контекстима где је доказивало национално порекло или изражавало србофилију; алтернативно је коришћено као презиме за занимање, првобитно као надимак за баштоване, од којих су неки били локални становници Румуније. Уз „Сарбин“, „Сарбу“ је посведочено као презиме које су користили Румуни у Србији (тачније, војвођански). Његово непосредно порекло овде је нејасно, вероватно потиче од етнонима, такође може указивати на то да су носиоци пореклом из Трансилваније или Влашке, у било ком од места која су већ била позната као „Сарби“. „Сарбу“ је такође један од неколико румунских антропонима које су на украјински превели Хуцули из Буковине, где је његова једина тренутна употреба као име пса.
Име је уживало популарност у источном региону Молдавије „Бесарабија“, чији је већи део тренутно у саставу Републике Молдавије. Године 1774. имигранти који су насељавали села око Орхеја су означени својим именом и малим словом сарбул, што указује на њихов статус. Након Букурештанског споразума из 1812. године, Руска империја је анектирала те области, управљајући њима као „ Бесарабском губернијом“, која је била дом изразите бугарске заједнице, као и област српске емиграције. Како је приметио историчар Иурие Цолесниц, Сарбус из Бесарабије евоцира статус тог региона као „мостобрана за Србе да припреме своје ослобођење од отоманског јарма“. Документовани су и доласци Бугара са презименом Сарбу, још од 1815. године, када се Братан Сарбул са породицом настанио у Измаилу. Доласци из касног 19. века укључују Јона Сирбуа, рођеног Захаровић, који је учествовао у руској револуцији 1905; његова ћерка Викторија је била позната као љубавница и секретарка Штефана Фориша, генералног секретара Комунистичке партије Румуније. У 2013. Молдавија је била дом за 14.719 људи по имену „Сарбу“.

## Људи са презименом Сарбу
- Адријан Сарбу (рођен 1955), румунски медијски директор
- Андреј Сарбу (1950–2000), молдавски сликар
- Кристијан Сарбу (1897–1961), румунски песник
- Дациана Сарбу (рођена 1977), румунска политичарка
- Еугене Сарбу (рођен 1950), румунски виолиниста
- Филимон Сарбу (1916–1941), румунски комуниста и антифашиста
- Илие Сарбу (рођен 1950), румунски политичар и теолог
- Јон Дезидериу Сирбу (1919–1989), румунски филозоф и дневник
- Иосиф Сирбу (1925–1964), румунски спортиста
- Исидор Сарбу (1887–1980), молдавски румунски антикомуниста
- Маријан Сарбу (рођен 1958), румунски политичар
- Оана Сарбу (рођена 1968), румунска певачица и глумица
- Раду Сирбу (рођен 1978), румунски певач и продуцент рођен у Молдавији
- Сергиу Сирбу (рођен 1960), молдавски фудбалски менаџер и бивши играч